# Сіліштя (Галац)
Сіліштя (рум. Siliștea) — село у повіті Галац в Румунії. Входить до складу комуни Умбререшть.
Село розташоване на відстані 178 км на північний схід від Бухареста, 57 км на північний захід від Галаца, 142 км на схід від Брашова.

## Населення
За даними перепису населення 2002 року у селі проживали 357 осіб, усі — румуни. Усі жителі села рідною мовою назвали румунську.